# Cimitero ebraico di Kladno
Il cimitero ebraico di Kladno (in ceco Židovský hřbitov na Kladně) si trova nella parte settentrionale dell'omonimo comune del Distretto di Kladno nella Boemia Centrale, Repubblica Ceca. Il cimitero ebraico è stato fondato verso la fine del XIX secolo.

## Storia

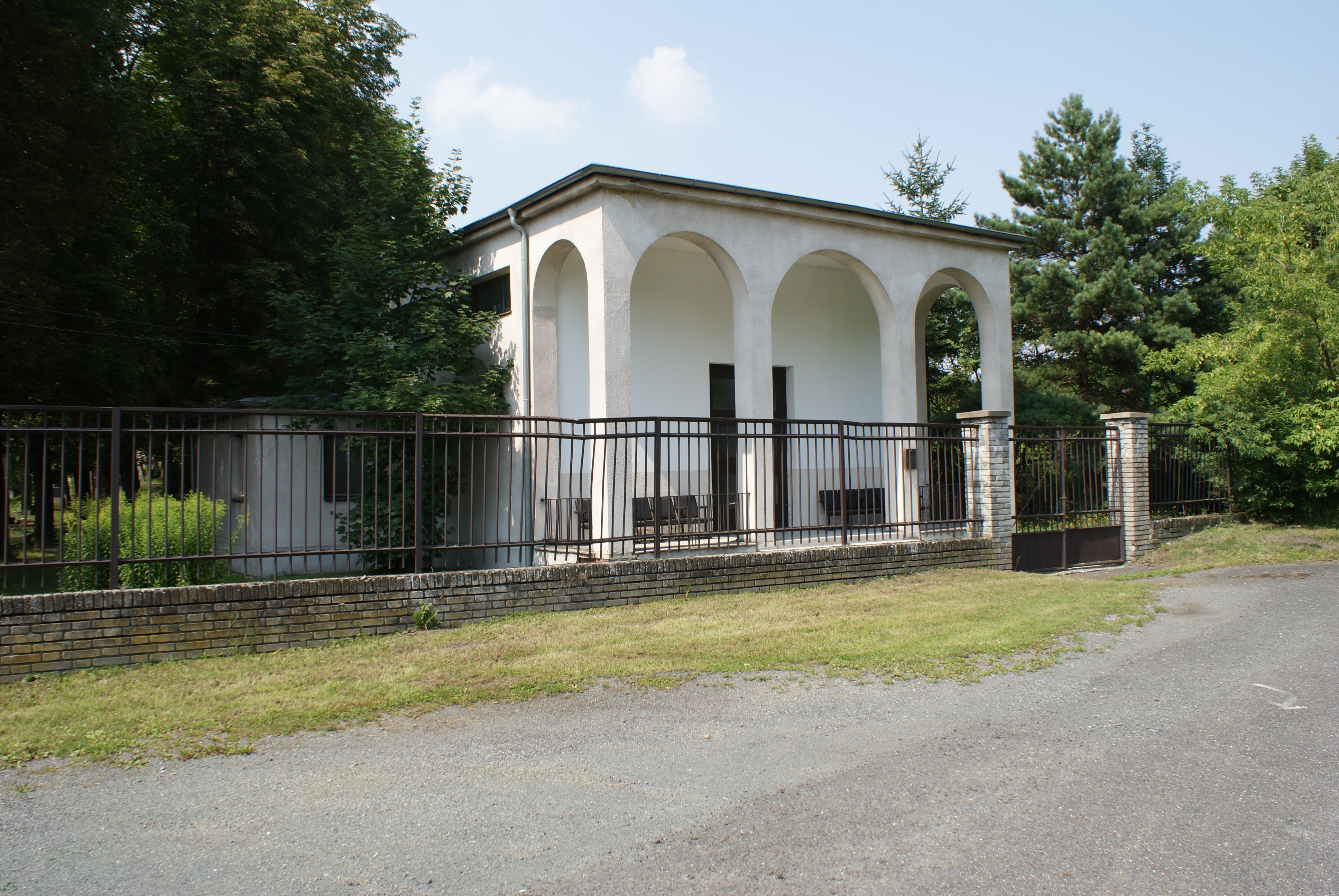
Ingresso del cimitero con la sala cerimoniale

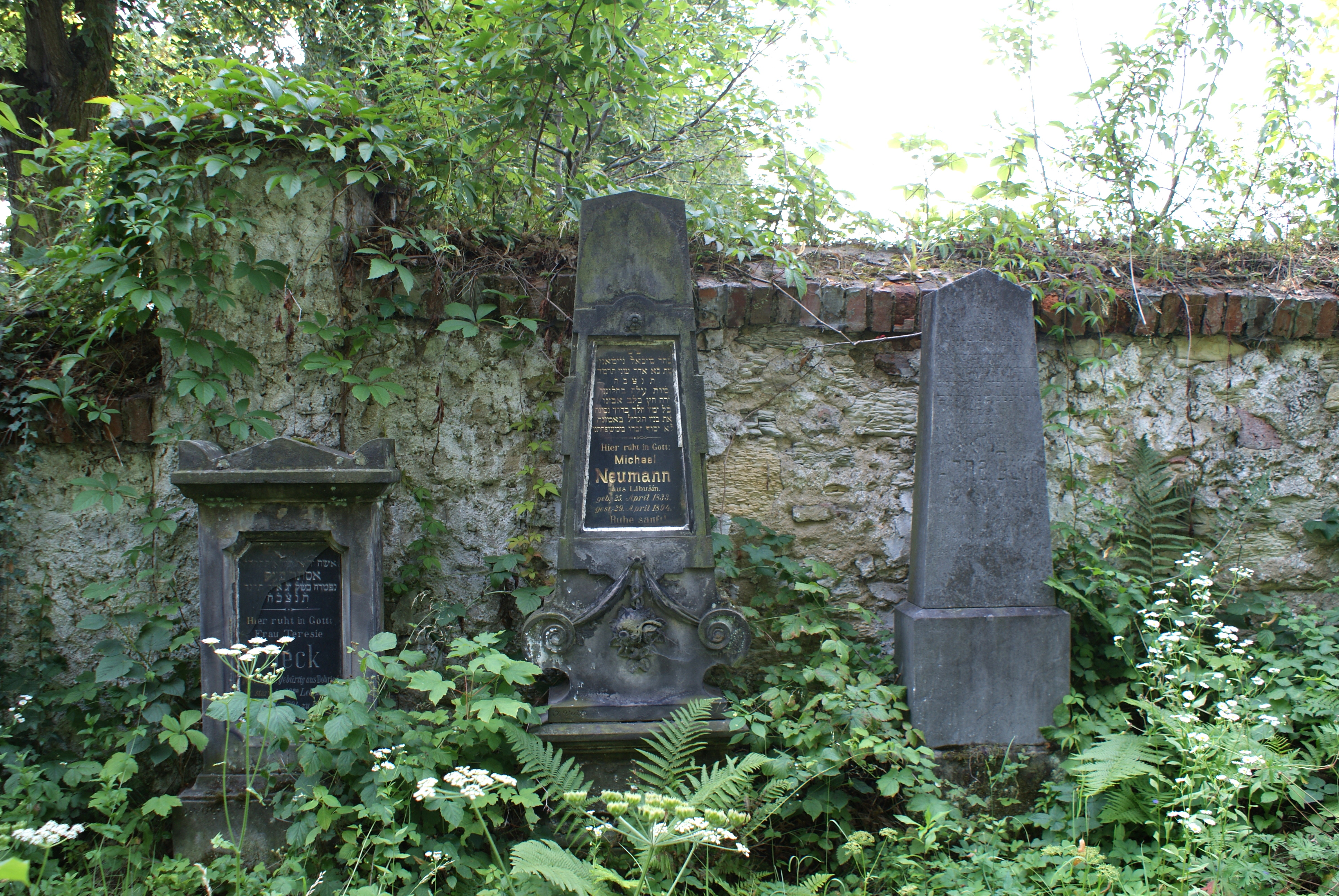
Parte più antica del cimitero, vicino al muro di cinta

La comunità ebraica di Kladno iniziò a seppellire i propri morti nel nord della città, nel cimitero di via Slánská, vicino al già presente cimitero cattolico cittadino. Le sepolture iniziarono nel 1889. Fino ad allora gli ebrei di Kladno avevano trovato la loro ultima dimora nella non lontana Hostoun. Oltre alla sinagoga, alle case e ai negozi ebraici, il cimitero divenne il terzo monumento più importante della comunità ebraica di Kladno.

## Descrizione
Il cimitero si trova nella parte settentrionale di Kladno, comune della Boemia Centrale nella Repubblica Ceca. La superficie occupapa dal cimitero ebraico di Kladno è piuttosto vasta ed ospita quasi 5.000 sepolture non tutte dotate di una lapide. In una metà dell'area vi sono collocate 180 lapidi su più file mentre l'altra metà è adibita a giardino. Qui riposano, tra gli altri, i principali rappresentanti della comunità ebraica di Kladno, i rabbini Pollák, Schwarz e Deutschmann. La sala cerimoniale è architettonicamente interessante, costruita nel 1938 in stile funzionalista. Ancora nel 1941 fungeva da sala di preghiera al posto della sinagoga che era stata chiusa. Il cimitero di via Slánská è ancora in uso.